# Татищев, Владимир Сергеевич
Граф Влади́мир Серге́евич Тати́щев (1865—1928) — банкир

, действительный статский советник, чиновник особых поручений Министерства финансов Российской империи.

## Биография
В 1892 году был Минским уездным предводителем дворянства. Карьера банкира во многом состоялась благодаря брату Сергею, крупному чиновнику, который помог Владимиру получить должность представителя Министерства финансов в Харьковском земельном банке. Председатель правления и директор-распорядитель московского Соединённого банка (1909—1917). Председатель правлений: Московского общества подъездных путей, Общества производства и торговли резиновыми изделиями «Богатырь», Товарищества для торговли и промышленности в Персии и Средней Азии, Московского домовладельческого и строительного общества, Московского лесопромышленного товарищества; директор Русского страхового общества, член правления Санкт-Петербургского общества электрических сооружений.
В 1916 году при помощи министра внутренних дел Александра Хвостова выдал Манасевич-Мануйлову требуемую им взятку помеченными купюрами, что привело не только к взятию с поличным и аресту последнего, но и к смещению с министерской должности Хвостова:213-214.
В 1919 году работал заместителем министра финансов Первого Крымского краевого правительства М. А. Сулькевича. После этого — в эмиграции (Франция). Умер на борту парохода «Dumbea» в Красном море.

## Семья
Брат — Сергей Сергеевич Татищев.
Был дважды женат. В 1886 году сочетался первым браком с Александрой Александровной Володимеровой (1866—1945).
Дети
От первого брака:
- Николай (1888—1918)
- Мария (1890—1967), первый муж (с 1915 года) — Всеволод Викторович Брянский (1890—1948), второй муж (с 1929) — Михаил Ильич Изергин (1875—1953),
- Наталья (1892—1975), супруга (с 1912 года) Ивана Сергеевича Хвостова (1889—1955),
- Александр (1897—1967). Был дважды женат, имел трое детей.

От второго брака:
- Владимир (1901—?)
- Маргарита (1902—1983)